# Teliocrinus springeri
Teliocrinus
Genre
Espèce
Synonymes
- Comastrocrinus ornatus (AH Clark, 1909)[1]
- Comastrocrinus springeri (AH Clark, 1909)[1]
- Hypalocrinus ornatus AH Clark, 1909[1]
- Hypalocrinus springeri AH Clark, 1909[1]
- Teliocrinus asper Döderlein, 1912[1]
- Teliocrinus monarthrus HL Clark, 1928[1]
- Teliocrinus ornatus (AH Clark, 1909)[1]

Teliocrinus springeri, unique représentant du genre Teliocrinus, est une espèce de crinoïdes (échinodermes) de la famille des Balanocrinidae.

## Description
C'est un crinoïde fixe, avec des bras divisés au second primibrachial, puis de nouveau à des intervalles de un à six segments. Les deux premiers primibrachials sont en cryptosyzygie, ce qui peut se répéter sur les suivants. Les deux premiers brachiaux peuvent être en synarthrie. Le nombre de bras peut augmenter avec l'âge de l'individu, car quand l'un d'eux est coupé il en repousse plusieurs. Les nœuds sont plus larges que les articles, et pourvus de cinq cirrhes.

## Liste des sous-espèces
Selon World Register of Marine Species (29 septembre 2020) :
- sous-espèce Teliocrinus springeri liliaceus (AH Clark, 1909)
- sous-espèce Teliocrinus springeri springeri (AH Clark, 1909)

## Étymologie
Son nom spécifique, springeri, lui a été donné en l'honneur de Frank Springer (d) (1848–1927), avocat et paléontologue spécialiste des crinoïdes.

## Publications originales
- Famille Cainocrinidae :
  - (en) Michael J. Simms, « The phylogeny of post-Paleozoic crinoids », Echinoderm Phylogeny and Evolutionary Biology, Oxford,‎ 1988, p. 269–284.
- Genre Teliocrinus :
  - (de) Ludwig Döderlein, Die gestielten Crinoiden der Deutschen Tiefsee-Expedition, vol. 17(1), Iéna, Gustav Fischer Verlag, 1912, 102 p. (OCLC 18888692, DOI 10.5962/BHL.TITLE.12010, lire en ligne), p. 1–34.
- Espèce Teliocrinus springeri (sous le protonyme Hypalocrinus springeri) :
  - (en) Austin Hobart Clark, « Descriptions of seventeen new species of Recent crinoids », Proceedings of the United States National Museum, Washington, Inconnu, vol. 36, no 1691,‎ 1909, p. 633–651 (ISSN 0096-3801 et 2377-6560, OCLC 1259735, DOI 10.5479/SI.00963801.36-1691.633, lire en ligne).